# 인천시 동구·중구
인천시 동구·중구는 대한민국의 옛 국회의원 선거구이다. 당시 경기도 인천시 동구와 중구 지역을 관할했다.

## 역사
1968년 1월, 인천시에 구제가 실시되었다. 이에 제8대 국회의원 선거를 앞두고 동구와 중구를 관할하는 인천시 동구·중구 선거구가 신설되었다.
제9대 국회의원 선거를 앞두고 인천시 남구, 인천시 북구 선거구와 통합되어 인천시 전 지역을 관할하는 인천시 선거구를 이루게 되면서 폐지되었다.

## 역대 국회의원
| 선거   | 정당 | 정당       | 의원   |
| ------ | ---- | ---------- | ------ |
| 1971년 |      | 민주공화당 | 류승원 |

## 역대 선거 결과

### 대한민국 제8대 국회의원 선거
|  | 58.96% |

|  | 41.03% |